# Ларссон, Даниель
Даниель Ларссон (швед. Daniel Larsson; 25 февраля 1987, Гётеборг) — шведский футболист, полузащитник.

## Клубная карьера
В 1992-м Ларссон поступил в академию «Гётеборга». В 1994-м швед перешёл в академию «Зенита», в которой провёл заключительный, но очень долгий период в молодёжной карьере. Он длился 8 лет, с 1994-го по 2002-й.
В 2002 году Даниель Ларссон присоединился к первой команде «Хеккена», заключив со шведским клубом профессиональное соглашение. Его длительность составила более 5 лет, в течение этого времени перспективный нападающий был игроком запаса. Безусловно, свои способности он получал возможность демонстрировать, но лишь периодически. К началу 2009-го нападающий отличился 17 голами в ворота соперников «Хеккена», приняв участие в 73 встречах. В начале 2009 года Даниель Ларссон стал игроком клуба «Мальмё», за который впоследствии провёл более 100 матчей.
В начале 2013 года швед официально стал игроком испанского «Вальядолида».

## Карьера за сборную
Международные выступления у Даниеля начались в составе молодёжной сборной Швеции до 17 лет, с которой он провёл 15 матчей и забил 8 голов до начала 2004-го. В 2004-м Даниель начал выступать за молодёжку до 19 лет, где провёл 16 встреч и отличился 5 голами. В 2010—2011 годах сыграл 4 официальные встречи за национальную сборную Швеции.